# Ernie Irvan
Statistiques en NASCAR Cup Series
Dernière mise à jour : 30 décembre 2012 
Virgil Earnest Irvan, dit « Ernie Irvan », est un ancien pilote américain NASCAR né le 13 janvier 1959 à Salinas, Californie.
Il pilota entre 1986 et 1999 puis en 2006. Il a été introduit au Temple de la renommée NASCAR en 1998. Cette nomination venait trois ans et demi après son accident en 1994. Il a pris sa retraite au terme de la saison 1999 après un nouvel accident. Depuis, il s'occupe d'un club hippique et de ses fils Jared et Jordan.

## Carrière

### Débuts
Ernie Irvan débute par le karting à l'âge de 9 ans près de chez lui. Montant les échelons peu à peu, il devient l'un des meilleurs kartmen américains au point de participer au championnat du monde de karting après avoir fini deuxième du championnat des États-Unis. Mais à l'âge de 16 ans, il décide d'orienter sa carrière vers le NASCAR. Durant ces années, il perd son meilleur ami Tim Williamson à Riverside. Après cet accident, il décide de tenter sa chance en Winton Cup. Il débute assez modestement avec seulement 700 $ en poche en 1982. Il rencontre Ken Schrader qui lui propose de devenir mécanicien sur sa voiture tout en le laissant poursuivre sa carrière et en lui apportant son aide.
En 1983, Irvan fait sa première rencontre déterminante celle de Marc Reno qui lui construit une voiture pour débuter. Il débute à Richmond Raceway où il se qualifie 20e mais abandonne vite. Cette prestation attire Dale Earnhardt qui le prend sous son aile et lui présente DK Ulrich (en) qui l'engage dans son écurie. En 1988, il finit second du classement du Rookie of the Year à trois points du premier Ken Bouchard (en).
Mais deux ans plus tard, son écurie est en proie à des problèmes financiers et le contraint à trouver refuge chez Junie Donlavey (en) écurie historique du championnat.

### Succès
L'arrivée dans cette nouvelle équipe coïncide avec son premier succès en 1990. Mais l'écurie qui devait être parrainée par un sponsor libère Irvan trop cher après trois courses. Il trouve refuge chez Morgan-McClure Motorsports qui fait rouler des Oldsmobile. La saison 1990 est marqué par de nombreux accidents graves. Irvan est impliqué dans celui qui met un terme à la carrière de Neil Bonnett (en) qui fera un come-back et se tuera en 1994. Cet accident nuit gravement à sa réputation et encore dans la controverse qu'il remporte sa première course à Bristol où Michael Waltrip coupe en deux sa voiture.
Ayant besoin d'un vrai succès pour regagner une réputation écornée par une conduite rugueuse, il s'aligne au Daytona 500 en 1991 avec une soif de reconnaissance. Il remporte le Daytona 500 après une superbe course et réussit enfin à se faire un nom. Il remporte une seconde victoire sur le circuit routier du Watkins Glen. Il est vrai dans une course qui n'aura duré que six tours à la suite d'un accrochage entre deux pilotes dans lequel JD McDuffie (en) est mortellement blessé. La course ne repartira pas en mémoire du vétéran américain qui prenait son 653e grand prix qui constitue en le record absolu.
Les saisons suivantes le voient poursuivre sur la lancée de la saison 1991. L'année suivante, il se casse une clavicule. En 1993, il réussit une année pleine en remportant 3 victoires mais son grand ami Davey Allison se tue dans un accident d'hélicoptère. Voulant prendre la place de son ami, il demande à son patron s'il peut rejoindre l'équipe de son ami. Véto formel, ce qui aboutit à un procès remporté par Irvan. Il termine sixième du championnat. Pour l'année 1994, il reste dans le Yates Racing qu'il a rejoint en cours d'année.
Le début de l'année 1994 en fait l'un des favoris pour le championnat et après 20 courses, il est logiquement vu comme le futur champion mais il lors de la manche qui se court sur l'anneau du Michigan.

### Accident et retour
Lors des essais libres du vendredi matin. Irvan pilote sur l'ovale depuis quelques tours. Au moment de s'engager dans un tour rapide, sa voiture oblique brusquement à plus de 300 km/h. Selon les témoins oculaires, le pneu avant aurait explosé et la voiture privée de direction oblique à 295 km/h. La voiture d'Irvan s'écrase de face à 270 km/h dans le mur en béton. La voiture complètement détruite s'immobilise un peu plus loin après un second choc.
Alors que l'on s'attend à voir Irvan s'extraire, il ne se passe rien. Les secouristes mettent de longues minutes à sortir le pilote inconscient de l'habitacle. Ernie Irvan est dans un état désespéré quand il est extrait les médecins décident de pratiquer directement une trachéotomie. Irvan souffre d'une fracture de la base du crâne ainsi que de divers traumatismes thoracique et abdominal. Les médecins lui laissent très peu de chance de survie et surtout, s'il survit, il sera lourdement handicapé.
Sauf qu'au bout de deux jours de coma dépassé, les médecins réussissent à stabiliser son état et après trois semaines de coma il se réveille. À la fin de l'année 1994, il fait une apparition en public pour recevoir plusieurs prix. Et après une année de convalescence, il reprend enfin le volant treize mois après son accident. Il fait son retour effectif le 1er octobre 1995. Il réalise l'exploit de finir sixième après avoir mené la course. La saison 1996 reprend et Irvan a retrouvé ses moyens sauf au niveau de la vue où il conserve une unique séquelle avec un strabisme.
La saison 1996 le voit remporter encore Irvan réaliser une belle saison qui se conclut par une place dans les 10 premiers et deux victoires. La saison 1997 le voit prendre définitivement sa revanche sur le destin puisqu'il remporte sa 15e et dernière victoire sur le Michigan International Speedway trois ans jours pour jours après son accident. À la fin de la saison, il décide de quitter le Yates Racing sur une 14e place au championnat.

### Fin de carrière et reconversion
Il signe en 1998 dans l'équipe Motorsport MB2 qui fait courir une voiture au couleur de Skittles, il signe ses trois dernières pole positions mais loupe la fin de saison à la suite d'un accident à Talladega. Mais il décide qu'il ne fera pas de nouvelles saisons après 1999 pour s'occuper de ses enfants.
Il aborde donc son ultime saison à l'âge de 40 ans. Cette dernière saison se termine prématurément à la suite d'un nouvel accident, cinq ans exactement après le premier au même endroit à bord de sa propre voiture en vue de la manche de Busch Series. Cette fois-ci, il est victime d'une commotion cérébrale et d'une contusion pulmonaire. Deux semaines plus tard sur les conseils de ses médecins, il annonce en larmes sa retraite.
Peu après, alors qu'il compte manager une écurie avec Marc Simo, sa maison brûle et il perd l’ensemble de ses trophées. L'écurie ne voit pas le jour et Irvan décide de créer un club hippique.
Lors du 50e Daytona 500, il donne le départ. En parallèle, il s'occupe de la carrière de son plus jeune fils en Midjet. En 2006, il reprend le volant pour 5 courses pour informer sur sa fondation Race2safety qui récolte des fonds pour les personnes atteintes de lésions au cerveau comme lui.

## Palmarès

### Winston Cup Series
- 15 victoires
- 22 pôles
- 124 Top-10

### Busch Series
- 3 victoires
- 15 pôles
- 5 Top-10

## Sources
- (en) Cet article est partiellement ou en totalité issu de l’article de Wikipédia en anglais intitulé « Ernie Irvan » (voir la liste des auteurs).